# ۶۹۱ (پیش از میلاد)
۶۹۱ (پیش از میلاد) ۶۹۱مین سال قبل از تقویم میلادی است.